# Alex Manninger
Alexander Manninger, né le 4 juin 1977 est un ancien footballeur international autrichien qui jouait  au poste de gardien de but.

## Carrière

### En Club
Alexander Manninger commence sa carrière au SV Austria Salzbourg. Lors de la saison 1995-96, il est prêté au SK Vorwärts Steyr. Il joue son premier match contre Grazer AK qui le recrute à l'été 1996. Il devient rapidement le gardien no 1 de l'équipe. 
En juin 1997, il est recruté par Arsenal pour devenir la doublure de David Seaman. Lors de la saison 1997-98, la longue blessure du portier anglais permet à Manninger de s'exprimer. Il n'encaisse pas le moindre but pendant six matchs dont un contre Manchester United, lors de la victoire d'Arsenal 1-0 à Old Trafford qui permet aux Gunners de remporter le championnat sur les Red Devils. Dans la foulée il est élu Joueur du mois de la Premier League, une première pour un gardien suppléant. Cependant, au retour de blessure de Seaman, l'autrichien est contraint d'aller de nouveau occuper le banc. 
Alexander Manninger continue à seconder l'international anglais durant trois saisons, mais son faible temps de jeu ne lui permet pas vraiment de s'exprimer. En quatre saisons à Arsenal, il n'occupe qu'à 64 reprises les cages des Gunners. En 2001, Arsenal recrute l'anglais Richard Wright. Manninger prend alors la place du troisième gardien et est prêté un an à la Fiorentina où il joue quatre matchs. 
Lors de l'été 2002, le portier autrichien est transféré à l'Espanyol Barcelone mais il n'arrive cependant pas à s'imposer comme gardien numéro 1 et quitte l'Espagne cinq mois plus tard pour l'Italie où il s'arrête successivement à Torino FC, au Brescia Calcio et à l'AC Sienne avant de retourner sur ses terres natales au sein du Red Bull Salzbourg en 2005. 
Lors de l'été 2006, il fait son retour dans l'effectif de Sienne jusqu'en 2008. 
Durant le mercato estival 2008, il est transféré définitivement à la Juventus par le club de l'Udinese. Il profite de la blessure au dos de Gianluigi Buffon et des pépins récurrents du gardien numéro 1 pour totaliser 42 titularisations sous le maillot de la Juventus.

### En sélection
Alexander Manninger joue son premier match international avec la sélection autrichienne en 1999.
Il fait partie de la liste des vingt-trois joueurs sélectionnés pour participer au championnat d'Europe 2008 en tant que doublure de Jürgen Macho.

### Palmarès
Arsenal
- Premier League: 1997–98
- FA Cup: 1998
- FA Charity Shield: 1998, 1999

Juventus
- Serie A: 2011–12

Sous les couleurs de la Juventus Turin, Alex Manninger est champion d'Italie en 2012 et vice-champion en 2009. Il est également finaliste de la Coupe d'Italie en 2012.
Individuel
- Premier League Player of the Month: March 1998